# De West (dagblad)
De West is een in Suriname verschijnend Nederlandstalig dagblad.
De krant werd op 1 oktober 1909 opgericht door William Kraan. De soms antikoloniale stukken die in de krant verschenen zorgden voor conflicten met de overheid. Zo werd in 1913 vervolging ingesteld tegen Kraan vanwege belediging van de gouverneur, wat uiteindelijk met een sisser afliep omdat hij gratie kreeg. Vóór de Tweede Wereldoorlog had het blad een oplage van circa 1400 stuks. In die periode waren de kranten Suriname en De West de grootste in Suriname. Kraan was toen ook lange tijd parlementslid; eerst van de Koloniale Staten en later van de opvolger hiervan: Staten van Suriname.
Tijdens die oorlog kregen alle kranten in Suriname te maken met toenemende druk van de toenmalige gouverneur Johannes Kielstra. Deze kreeg na het afkondigen van de staat van oorlog en beleg extra bevoegdheden, die hij gebruikte om meerdere politieke tegenstanders te laten opsluiten, onder wie het Statenlid Wim Bos Verschuur.

## Na de Tweede Wereldoorlog
Na de oorlog groeide de oplage naar 4000. De leiding van de krant ging van de op 31 december 1947 overleden Kraan over op David Findlay, die sinds 1946 Statenlid was. Vlak vóór de eerste algemene verkiezingen in Suriname van mei 1949 werd Findlay lid van de in 1946 opgerichte Nationale Partij Suriname (NPS). Als NPS-lid kon hij na de door hen gewonnen verkiezingen blijven zitten in de Staten. Het dagblad De West werd in die tijd gezien als de spreekbuis van de NPS.
In 1955 stapte Findlay uit de NPS en behoorde hij tot de oprichters van de Surinaamse Democratische Partij (SDP). Bij de verkiezingen later dat jaar behaalde het Eenheidsfront (bestaande uit de SDP, de PSV, PS en de Kaum Tani Persatuan Indonesia) een nipte meerderheid (11 van de 21 zetels), waarmee Findlay terugkeerde in de Staten. Bij de verkiezingen van 1958 kwam de SDP niet meer terug in de Staten. Het kabinet-Emanuels werd gevormd door ministers van de drie grootste partijen (de Samenwerkende Partijen: de NPS met 9 zetels, de PSV met 4 zetels en de VHP met 3 zetels), waarna de oppositie vooral van De West leek te komen. Als gevolg van deze buitenparlementaire oppositie besloot de regering dat alle regeringsabonnementen werden opgezegd en dat De West geen overheidsadvertenties meer kreeg.
Andere bekende personen naast Findlay die regelmatig schreven in dit avondblad waren onder anderen Renwick Hofwijk en de SDP'er Clemens Ramkisoen Biswamitre. Zowel De West als De Ware Tijd hadden in 1968 een oplage van circa 7000, terwijl het blad Suriname toen een oplage had van ongeveer 4000.
In februari 1980 bestempelde De West de acties van opstandige militairen als muiterij. Toen diezelfde militairen vervolgens op 25 februari een coup pleegden, trokken ze naar het krantenbedrijf en beschoten het met zwaar geschut. De zwaar geïntimideerde Findlay vermeed daarna een duidelijke stellingname tegen het regime-Bouterse.
Findlay bleef de krant leiden tot zijn dood in 1982. Zijn echtgenote, Rachel Findlay-Bellevue, en hun kinderen hebben, bijgestaan door Orlando Hofwijk, met succes het dagblad in stand kunnen houden. Na de Decembermoorden later dat jaar werd de krant door het militaire regime voor 16 maanden gesloten. In 1984 ging Hofwijk met pensioen, maar hij bleef actief betrokken bij het blad tot hij bij een ongeluk in december 1996 om het leven kwam.
George Findlay, zoon van David, is de hoofdredacteur van de krant.